# Alzina d'Alinyà
Alzina d'Alinyà es una localidad española del municipio de Fígols y Aliñá, perteneciente a la provincia de Lérida, en la comunidad autónoma de Cataluña.

## Toponimia
El nombre del lugar puede encontrarse referido con las variantes Alsina y Alzina d'Alinyà.

## Historia
Hacia mediados del siglo XIX, el lugar, por entonces perteneciente a Aliñá, tenía contabilizada una población de 27 habitantes. La localidad aparece descrita en el segundo volumen del Diccionario geográfico-estadístico-histórico de España y sus posesiones de Ultramar de Pascual Madoz de la siguiente manera:

ALSINA: ald. de la prov. de Lérida, part. jud. de Seo de Urgel, jurisd. y parr. de Aliña (1/2 hora): sit. en una pequeña altura con libre ventilacion y clima saludable. Tiene 6 casas; y su terreno y prod. son en un todo iguales á las de el espresado l., con quien tambien contribuye (V.): pobl.: 6 vec.: 27 alm.
(Madoz, 1845, p. 205)

En la actualidad pertenece al municipio de Fígols y Aliñá. En 2022, la entidad singular de población tenía empadronados 27 habitantes y el núcleo de población 18 habitantes.